# Bosco di Santa Teresa
Bosco di Santa Teresa este o arie protejată (arie specială de conservare — SAC, sit de importanță comunitară — SCI) din Italia întinsă pe o suprafață de 39 ha, integral pe uscat.

## Localizare
Centrul sitului Bosco di Santa Teresa este situat la coordonatele 40°32′26″N 17°55′13″E / 40.540556°N 17.920278°E.

## Înființare
Situl Bosco di Santa Teresa a fost declarat sit de importanță comunitară în iunie 1995 pentru a proteja 2 specii de animale. Situl a fost protejat și ca arie specială de conservare în martie 2018.

## Biodiversitate
Situată în ecoregiunea mediteraneană, aria protejată conține 1 habitat natural: Păduri de Quercus suber.
La baza desemnării sitului se află mai multe specii protejate de  reptile (2): șarpele cu patru dungi (Elaphe quatuorlineata), elaphe situla (Zamenis situla).
Pe lângă speciile protejate, pe teritoriul sitului au mai fost identificate 7 specii de plante, 4 specii de reptile.